# Peter Petzold
Peter Petzold (* 1. Juni 1949 in Wilsdruff) ist ein ehemaliger deutscher Gewichtheber. Er gewann bei Welt- und Europameisterschaften mehrere Medaillen.

## Werdegang
Peter Petzold begann als Jugendlicher in Meißen mit dem Gewichtheben. Er startete für den SC Einheit Dresden/Meißen. Sein Trainer war Karl Breuer. Im Jahre 1968 wurde er Juniorenmeister der DDR im Leichtschwergewicht mit 355 kg (102,5-112,5-140) im olympischen Dreikampf. Er gewann diesen Titel auch im Jahre 1969, allerdings im Mittelschwergewicht mit einer Steigerung auf 395 kg im olympischen Dreikampf.
Bei einer Größe von 1,72 Metern war Peter Petzold ein sehr kräftiger Athlet. Dies zeigte sich auch daran, dass er im Drücken, das bis Ende 1972 zum olympischen Dreikampf zählte und ab 1973 abgeschafft wurde, sehr gute Leistungen zeigte. Insofern war das Abschaffen dieser Disziplin für ihn ein Nachteil.
1971 gewann er bei einem Turnier des ASK Vorwärts Leipzig im Leichtschwergewicht mit 450 kg (145-132,5-172,5) und 1972 siegte er beim DGV-Pokalturnier im Mittelschwergewicht mit 487,5 kg (167,5-145-175) im olympischen Dreikampf vor Peter Käks vom ASK Vorwärts Leipzig, der 475 kg (150-140-185) erzielte. Ab 1972 startete Peter Petzold dann nur mehr im Mittelschwergewicht, der Gewichtsklasse, die damals ihr Gewichtslimit bei 90 kg Körpergewicht hatte. Den Sprung zu den Olympischen Spielen 1972 in München schaffte er noch nicht.
Im Jahre 1973 belegte er bei der DDR-Meisterschaft mit 340 kg im Zweikampf hinter Bernhard Radtke vom SC Karl-Marx-Stadt, 342,5 kg den 2. Platz. Im gleichen Jahr wurde er zunächst bei der Europameisterschaft in Madrid eingesetzt, wo er mit 345 kg hinter David Rigert aus der UdSSR, 367,5 kg, Andon Nikolow, Bulgarien, 352,5 kg und Atanas Schopow, Bulgarien, 350 kg den 4. Platz belegte. Bei der im Herbst 1983 in Havanna stattfindenden Weltmeisterschaft steigerte sich Peter Petzold auf 357,5 kg (160–197,5 kg) und gewann damit im Reißen, im Stoßen und im Dreikampf jeweils eine Bronzemedaille.
1974 wurde Peter Petzold erstmals DDR-Meister mit 362,5 kg (160–202,5) im Zweikampf. Diesen Titel gewann er auch in den Jahren 1975, 1976, 1977 und 1979.
Auf der internationalen Gewichtheberbühne blieb er auch in den nächsten Jahren erfolgreich. 1974 belegte er bei der Europameisterschaft in Verona mit 355 kg den 4. Platz, gewann aber bei der Weltmeisterschaft des gleichen Jahres in Manila mit demselben Resultat wieder die Bronzemedaille im Zweikampf. Vor ihm blieben dabei nur die beiden Sowjets David Rigert und Serhej Poltorazkyj, die auf 387,5 kg bzw. 367,5 kg kamen. 1975 wurde die Weltmeisterschaft, die zgl. als Europameisterschaft galt, in Moskau ausgetragen. Peter Petzold belegte dort mit 362,5 kg (160-202,5) im Zweikampf wiederum den 3. Platz und gewann auch im Stoßen mit 202,5 kg die WM + EM-Bronzemedaille. Auch bei dieser Meisterschaft platzierten sich David Riegert, 377,5 kg und Serhej Poltorazkyj, 372,5 kg, vor ihm.
Bei der Europameisterschaft 1976 in Berlin (Ost) reichten Peter Petzold im Zweikampf 350 kg (157,5-192,5) um die Bronzemedaille im Zweikampf hinter David Rigert, 397,5 kg (177,5-220) und Adam Saidulajew, UdSSR, 360 kg (160-200) zu gewinnen. Bei den Olympischen Spielen 1976 in Montreal war er in keiner guten Form. Er erreichte dort nur 345 kg (152,5-192,5), mit denen er nur den 6. Platz belegte. Olympiasieger wurde David Rigert mit 382,5 kg (170-212,5) vor dem US-Amerikaner Lee James, 362,5 kg (165-197,5). James gewann die Silbermedaille also mit einer Leistung, die auch ein sich in guter Form befindlicher Peter Petzold hätte erzielen können.
1977 war Peter Petzold auch bei der Welt- und Europameisterschaft in Stuttgart am Start. Er erzielte dort 342,5 kg (152,5-190) und kam damit auf den 6. Platz (EM-Wertung 5. Platz). Danach wurde er bei keiner internationalen Meisterschaft mehr eingesetzt. Er startete aber noch bei einigen nationalen bzw. internationalen Turnieren und erzielte dabei bis zum Jahre 1979 im Zweikampf immer noch Leistungen um 350 kg.
Nach dem Ende seiner Karriere war er lange Jahre als Nachwuchstrainer tätig.

## Internationale Erfolge
| Jahr | Platz | Wettbewerb                                 | Gewichtsklasse | |
| 1971 | 2.    | Baltic-Cup                                 | Leichtschwer   | mit 442,5 kg, hinter Pawlow, UdSSR, 475 kg                                                                          |
| 1972 | 1.    | Großer Preis von Berlin                    | Leichtschwer   | mit 452,5 kg, vor Rohde, DDR, 447,5 kg u. Bernhard Radtke, DDR, 447,5 kg                                            |
| 1972 | 8.    | Vorolympisches Turnier in Ulm              | Leichtschwer   | mit 460 kg; Sieger: Waleri Schari, UdSSR, 492,5 kg vor Norbert Ozimek, Polen, 490 kg                                |
| 1973 | 2.    | Großer Preis von Berlin                    | Mittelschwer   | mit 337,5 kg, hinter Jaakko Kailajärvi, Finnland, 342,5 kg, vor Bernhard Radtke, 325 kg                             |
| 1973 | 4.    | EM in Madrid                               | Mittelschwer   | mit 345 kg, hinter David Rigert, UdSSR, 367,5 kg, Andon Nikolow, 352,5 kg u. Atanas Schopow, 350 kg, bde. Bulgarien |
| 1973 | 3.    | WM in Havanna                              | Mittelschwer   | mit 357,5 kg (160-197,5), hinter David Rigert, 365 kg (165-200) u. Wassili Kolotow, UdSSR, 360 kg (157,5-202,5)     |
| 1973 | 2.    | Baltic-Cup in Schwedt                      | Mittelschwer   | mit 347,5 kg, hinter Ramonow, UdSSR, 347,5 kg, vor Bernhard Radtke, 332,5 kg                                        |
| 1974 | 1.    | Turnier der Freundschaft in Jerewan        | Mittelschwer   | mit 360 kg (160-200), vor Serhej Poltorazkyj, UdSSR, 360 kg u. Awizen, Polen, 345 kg                                |
| 1974 | 4.    | EM in Verona                               | Mittelschwer   | mit 355 kg (155-200), hinter David Rigert, 385 kg, Andon Nikolow, 385 kg u. Serhej Poltorazkyj, 362,5 kg            |
| 1974 | 1.    | Baltic-Cup in Växjö/Schweden               | Mittelschwer   | mit 357,5 kg, vor Serhej Poltorazkyj, 347,5 kg u. Hans Bettembourg, Schweden, 340 kg                                |
| 1974 | 3.    | WM in Manila                               | Mittelschwer   | mit 355 kg (155-200), hinter David Rigert, 387,5 kg (172,5-215) u. Serhej Poltorazkyj, 367,5 kg (162,5-205)         |
| 1975 | 1.    | Großer Preis von Berlin                    | Mittelschwer   | mit 350 kg, vor Rüdiger Grohnwald, DDR, 330 kg u. Paterka, Polen, 322,5 kg                                          |
| 1975 | 2.    | Turnier der Freundschaft in Saporischschja | Mittelschwer   | mit 362,5 kg, hinter David Rigert, 377,5 kg                                                                         |
| 1975 | 1.    | Pokal der blauen Schwerter in Meißen       | Mittelschwer   | mit 355 kg, vor Rüdiger Grohnwald, 330 kg u. Meinecke, bde. DDR, 327,5 kg                                           |
| 1975 | 3.    | WM + EM (3.) in Moskau                     | Mittelschwer   | mit 362,5 kg (160-202,5), hinter David Rigert, 377,5 kg u. Serhej Poltorazkyj, 372,5 kg                             |
| 1975 | 1.    | Baltic-Cup in Zopot                        | Mittelschwer   | mit 352,5 kg, vor Adam Saidulajew, UdSSR, 340 kg u. Sochanski, Polen, 340 kg                                        |
| 1976 | 3.    | EM in Berlin (Ost)                         | Mittelschwer   | mit 350 kg (157,5-192,5), hinter David Rigert, 382,5 kg (170-212,5) u. Adam Saidulajew, 360 kg (160-200)            |
| 1976 | 6.    | OS in Montreal                             | Mittelschwer   | mit 345 kg (152,5-192,5); Sieger: David Rigert, 382,5 kg (170-212,5) vor Lee James, USA, 362,5 kg (165-197,5)       |
| 1976 | 1.    | Baltic-Cup in Lahti/Finnland               | Mittelschwer   | mit 365 kg (160-205), vor Pawel Korusiewicz, 345 kg u. Henrik Stepien, 310 kg, bde. Polen                           |
| 1977 | 3.    | Pokal der blauen Schwerter in Meißen       | Mittelschwer   | mit 315 kg (140-175), hinter Rolf Milser, BRD, 360 kg (157,5-102,5) u. Archandrow, Bulgarien, 335 kg                |
| 1977 | 1.    | Großer Preis von Berlin                    | Mittelschwer   | mit 340 kg (150-190), vor Frank Leuchte, DDR, 325 kg                                                                |
| 1977 | 6.    | WM + EM (5.) in Stuttgart                  | Mittelschwer   | Sieger: Serhej Poltorazkyj, 375 kg (167,5-207,5) vor Rolf Milser, 370 kg (162,5-207,5)                              |
| 1977 | 1.    | Baltic-Cup in Stralsund                    | Mittelschwer   | mit 350 kg (157,5-192,5), vor Michael Hennig, DDR, 342,5 kg                                                         |
| 1978 | 3.    | Pokal der blauen Schwerter in Meißen       | Mittelschwer   | mit 340 kg (150-190), hinter Michel Hennig, 342,5 kg u. Westphal, 340 kg, bde. DDR                                  |
| 1978 | 2.    | Baltic-Cup in Wolfsburg                    | Mittelschwer   | mit 350 kg (150-200), hinter Gennadi Bessonow, UdSSR, 375 kg (170-205)                                              |

## WM + EM-Einzelmedaillen
- WM-Bronzemedaillen: 1973/Reißen – 1973/Stoßen – 1975/Stoßen
- EM-Bronzemedaillen: 1974/Stoßen – 1975/Stoßen

## DDR-Meisterschaften
| Jahr | Platz | Altersgruppe | Gewichtsklasse | Ergebnis                                                                                                  |
| 1968 | 1.    | Junioren     | Leichtschwer   | mit 355 kg (102,5-112,5-140)                                                                              |
| 1969 | 1.    | Junioren     | Leichtschwer   | mit 395 kg                                                                                                |
| 1971 | 2.    | Senioren     | Leichtschwer   | hinter Rohde, TSC Berlin                                                                                  |
| 1973 | 2.    | Senioren     | Mittelschwer   | mit 340 kg, hinter Bernhard Radtke, SC Karl-Marx-Stadt, 342,5 kg                                          |
| 1974 | 1.    | Senioren     | Mittelschwer   | mit 362,5 kg (160-202,5), vor Hentschel, SC Einheit Dresden, 315 kg                                       |
| 1975 | 1.    | Senioren     | Mittelschwer   | mit 357,5 kg (157,5-200), vor Rüdiger Grohnwald, ASK Vorwärt Frankfurt/Oder, 340 kg (150-190)             |
| 1976 | 1.    | Senioren     | Mittelschwer   | vor Michael Hennig, SC Einheit Dresden u. Dieter Schluricke, Motor Magdeburg                              |
| 1977 | 1.    | Senioren     | Mittelschwer   | mit 342,5 kg (150-192,5), vor Michael Hennig, 342,5 kg u. Frank Leuchte, SC Einheit Dresden, 335 kg       |
| 1979 | 1.    | Senioren     | Mittelschwer   | mit 352,5 kg (155-197,5), vor Günter Jahnel, ASK Vorwärts Frankfurt/Oder, 345 kg u. Frank Leuchte, 335 kg |

## Erläuterungen
- Wettbewerbe bis 1972 im olympischen Dreikampf (Drücken, Reißen, Stoßen), seit 1973 im Zweikampf (Reißen, Stoßen),
- OS = Olympische Spiele, WM = Weltmeisterschaft, EM = Europameisterschaft,
- Leichtschwergewicht, damals bis 82,5 kg, Mittelschwergewicht, damals bis 90 kg Körpergewicht